# Південний Лондон

Розмежування Лондона (2011)

Південний Лондон — неофіційно визначена південна частина Лондона, Англія.
Для визначення того, чи є район частиною Південного Лондона, використовуються два критерії. Це або на південь від Темзи, або поштовий індекс, який знаходиться в діапазоні номерів Південного Лондона (SE = південний схід або SW = південний захід). Райони, які відповідають обидвом критеріям, зазвичай є частиною Південного Лондона.
Для округів, які відповідають лише одному критерію, рішення приймається в кожному окремому випадку.
|  | Райони Лондона     | Поштові індекси    | 2008 субрегіон  | Лондонська асамблея | Історичні графства | Внутрішній Лондон/Зовнішній Лондон                  |
|  | ------------------ | ------------------ | --------------- | ------------------- | ------------------ | --------------------------------------------------- |
|  | Бекслі             | DA, SE             | південний схід  | Бекслі та Бромлі    | Кент               | Зовнішній Лондон                                    |
|  | Бромлі             | BR, DA, SE, TN, CR | південний схід  | Бекслі та Бромлі    | Кент               | Зовнішній Лондон                                    |
|  | Кройдон            | CR, SE, SW, BR     | південний захід | Кройдон і Саттон    | Суррей             | Зовнішній Лондон                                    |
|  | Гринвіч            | SE, DA, BR         | південний схід  | Гринвіч і Луїсгем   | Кент               | Внутрішній Лондон (Зовнішній Лондон для статистики) |
|  | Кінгстон           | KT, SW, TW         | південний захід | південний захід     | Суррей             | Внутрішній Лондон                                   |
|  | Ламбет             | SE, SW             | південний схід  | Ламбет і Саутерк    | Суррей             | Внутрішній Лондон                                   |
|  | Луїсгем            | SE, BR             | південний схід  | Гринвіч і Луїсгем   | Кент               | Внутрішній Лондон                                   |
|  | Мертон             | CR, KT, SM, SW     | південний захід | Мертон і Вондзверт  | Суррей             | Зовнішній Лондон                                    |
|  | Ричмонд (частково) | SW, TW             | південний захід | південний захід     | Суррей             | Зовнішній Лондон                                    |
|  | Саутерк            | SE                 | південний схід  | Ламбет і Саутерк    | Суррей             | Внутрішній Лондон                                   |
|  | Саттон             | CR, KT, SM         | південний захід | Кройдон і Саттон    | Суррей             | Зовнішній Лондон                                    |
|  | Вондзверт          | SW                 | південний захід | Мертон і Вондзверт  | Суррей             | Внутрішній Лондон                                   |